# Close My Eyes
Close My Eyes è un film del 1991 diretto da Stephen Poliakoff.
La pellicola ha per interpreti principali Clive Owen, Alan Rickman e Saskia Reeves.

## Trama
1985. Uno studente di urbanistica, Richard Gillespie, cammina attraverso una via con degli alti edifici, diretto da sua sorella maggiore Natalie, a cui non è molto legato in quanto entrambi hanno vissuto con un genitore diverso dopo il divorzio. Recentemente Natalie ha comprato un appartamento alquanto rumoroso con il suo amante solo per poi essere lasciata da lui nel giro di due mesi. Inoltre, la donna si sente infelice nel suo lavoro di responsabile acquisti. Su insistenza di Richard, vanno a fare una passeggiata a notte fonda, e Natalie sembra tirarsi un po' su. Nel suo appartamento, Richard si sveglia nel bel mezzo della notte, a causa della forte musica proveniente dall'appartamento dei vicini, e trova la sorella ancora in piedi e di nuovo in una fase di depressione estrema. I tentativi di Richard di rallegrarla terminano quando Natalie lo abbraccia in un abbraccio piuttosto appassionato, sebbene ella si scusi subito e come giustificazione dice che voleva solo qualcuno da abbracciare. Richard non sembra reagire.
Tra il 1987 e il 1990 Richard diventa un urbanista di successo incredibile e un gran casanova, mentre la carriera di Natalie si inaridisce in una successione di lavori amministrativi di basso livello che lei odia. Il loro incontro successivo avviene nel 1991. Richard, dedito all'ambiente e l'urbanistica sostenibile, ha un colloquio di lavoro per la rivista Urban Alert ("Allarme Urbano"), istituito al fine di mettere pressione ai pianificatori delle zone portuali perché considerino i bisogni dei residenti della zona. Il direttore, Colin, è alquanto scettico riguardo alle intenzioni di Richard, ma comunque lo assume per lavorare con la sua vice, Jessica. Nel frattempo, Natalie si candida per lavorare come segretaria di un analista borsistico molto potente e ricco, di nome Sinclair Bryant. Non ottiene il posto ma in seguito sposa Sinclair.
Richard, che non si è fatto vedere al matrimonio, finalmente va a far visita a Natalie nella sua sontuosa casa a Petersham, e resta sorpreso nel vedere che la sorella sia cambiata, diventando un po' più "snob". Viene presentato a Sinclair e i due vanno enormemente d'accordo poiché entrambi sono dotati di una grande intelligenza, e sembrano avere interessi simili in campo letterario (Marcel Proust) e un simile atteggiamento riguardo alla vita. Tuttavia, Natalie non è del tutto felice della sua vita perché si sente insignificante in confronto a Sinclair. Poco dopo la visita di Richard a casa sua, la donna va a visitare l'appartamento del fratello. Mentre cercano di evitare che scaturisca l'attrazione che provano l'uno verso l'altra, si ritrovano nudi sul pavimento. Natalie cerca di farsi aiutare da Richard a impedirle di fare l'amore. Egli la ferma e cammina verso l'altro lato della stanza. Alla fine soccombono ai loro desideri e hanno un rapporto sessuale.
Successivamente, cercano di evitarsi. La cosa risulta difficile poiché Sinclair invita Richard a casa per un ritrovo sociale, e i due fratelli, ancora attratti l'uno dall'altra, concordano su un nuovo incontro per risistemare le cose. Intanto, al lavoro, in cui Richard si è dimostrato piuttosto bravo, Colin ha contratto l'AIDS e informa l'ufficio. Dopo questa rivelazione, Richard e Colin hanno difficoltà a interagire a vicenda perché tutti e due fanno finta che non ci sia niente che non vada. Richard e Natalie si incontrano nuovamente nell'appartamento dei genitori di Sinclair e hanno un rapporto sessuale, nonostante in seguito Natalie resta fermissima sul fatto che la loro relazione debba finire perché, dopotutto, sono fratello e sorella. Nel corso del fine settimana, Sinclair deduce che Natalie ha una relazione extraconiugale perché non era a Nuneaton dove diceva di essere (cerca di chiamarla quando la lavastoviglie allaga la cucina), ma quando ritorna insiste a dire di essere stata dove ha detto. Quanto a Richard, Colin è prossimo alla morte e allora lo porta fuori dall'ospedale un'ultima volta per affrontare uno sgradevole urbanista per via di alcuni fatti che intendono pubblicare nella loro rivista. I due uomini lo tengono sotto torchio e Colin mangia un mezzo sandwich, offrendo l'altra metà a Richard (che dà un morso senza problemi), e poi offrendolo all'urbanista che è terrorrizzato persino a toccarlo per via della malattia di Colin.
Le cose vanno di male in peggio in quanto Richard sviluppa un'ossessione per Natalie e quando si presenta inaspettatamente a casa loro trova solo Sinclair, il quale lo trascina subito di gran fretta ad una gita in barca che aveva organizzato per sé e gli fa il terzo grado sulla tresca di Natalie. Sinclair non sospetta ancora di Richard, e non crede che lui non sappia chi sia, ma rispetta la sua decisione di non rivelare l'identità dell'amante della sorella. Saputo che Sinclair e Natalie hanno intenzione di trasferirsi in America (a causa della recessione), Richard perde del tutto il suo autocontrollo, molesta Natalie in pubblico in un hotel e poi tenta di suicidarsi assumendo un'ingente quantità di sonniferi, senza successo, poiché Natalie arriva inaspettatamente al suo appartamento. Richard viene invitato alla loro festa di addio a condizione che si comporti bene. Richard è al servizio di Jessica (la nuova direttrice responsabile, dal momento che Colin è morto), ma l'abbandona subito arrivando a braccare Natalie. Quando la trova, le annuncia che vuole ucciderla, trascinandola via dal luogo ove si tiene la festa, arrivando fino in campagna. I due lottano in mezzo alla strada, con Richard che accusa Natalie di averlo usato, ma poi le salva la vita quando entrambi stanno per essere investiti da un furgone per le consegne. Allora Natalie si scusa per averlo usato e dice che lei e Sinclair non stanno lasciando il paese, dopotutto, ma volevano lo stesso fare la festa. Tornano scompigliati mentre gli ospiti se ne stanno andando rapidamente. Compare Sinclair e, anche se non vuol sentire la loro confessione, fa capire benissimo che sa tutto, e che li perdona.
Infine i tre camminano presso il fiume di un parco, sotto il sole di un tramonto d'autunno.

## Produzione

### Cast
- Alan Rickman è Sinclair, un ricchissimo, intellettuale, e un po' eccentrico agente di cambio (o forse analista borsistico) che sposa Natalie dopo averla incontrata quando si candida per lavorare da lui come sua segretaria.
- Clive Owen è Richard, il fratello di Natalie e (quando si incontrano la prima volta nel 1985) uno studente di urbanistica, nella cui carriera ottiene un enorme successo, ma nel 1991 si arrende a lavorare per "Allarme Urbano" (nell'originale Urban Alert) - una rivista con lo scopo di sottolineare le inadeguatezze e le ingiustizie dello sviluppo dell'area di Docklands.
- Saskia Reeves è Natalie, la bella sorella maggiore di Richard. Ha lavorato attraverso una serie di lavori amministrativi di basso livello, che odiava, prima di incontrare Sinclair. Durante il matrimonio con lui diventa socia in una agenzia per il lavoro. Lei e Richard non sono mai stati insieme da bambini, perché ognuno di loro ha vissuto con un genitore diverso quando i loro si sono separati.
- Karl Johnson è Colin, il capo di Richard e il direttore responsabile di "Allarme Urbano".
- Lesley Sharp è Jessica, la collega di Richard che egli tenta (ma non riesce) a sedurre.
- Kate Garside è Paula, una ragazza che lavora nel ristorante da cui di solito i dipendenti di "Allarme Urbano" ordinano i pasti, e con cui Richard ha una breve relazione.
- Niall Buggy è Geof, un urbanista alquanto viscido dell'area di Docklands, che è la bestia nera di "Allarme Urbano".

### Riprese
Il film è stato girato principalmente a Londra e, nello specifico, nel distretto di Docklands, mentre la magione di Sinclair e Natalie è stata filmata a Marlow. La grande festa che è il palcoscenico per il climax del film è stata girata a Polesden Lacey a Bookham, Surrey. Le scene finali lungo il fiume sono a Henley on Thames, nell'Oxfordshire.